# Cel (biologie)

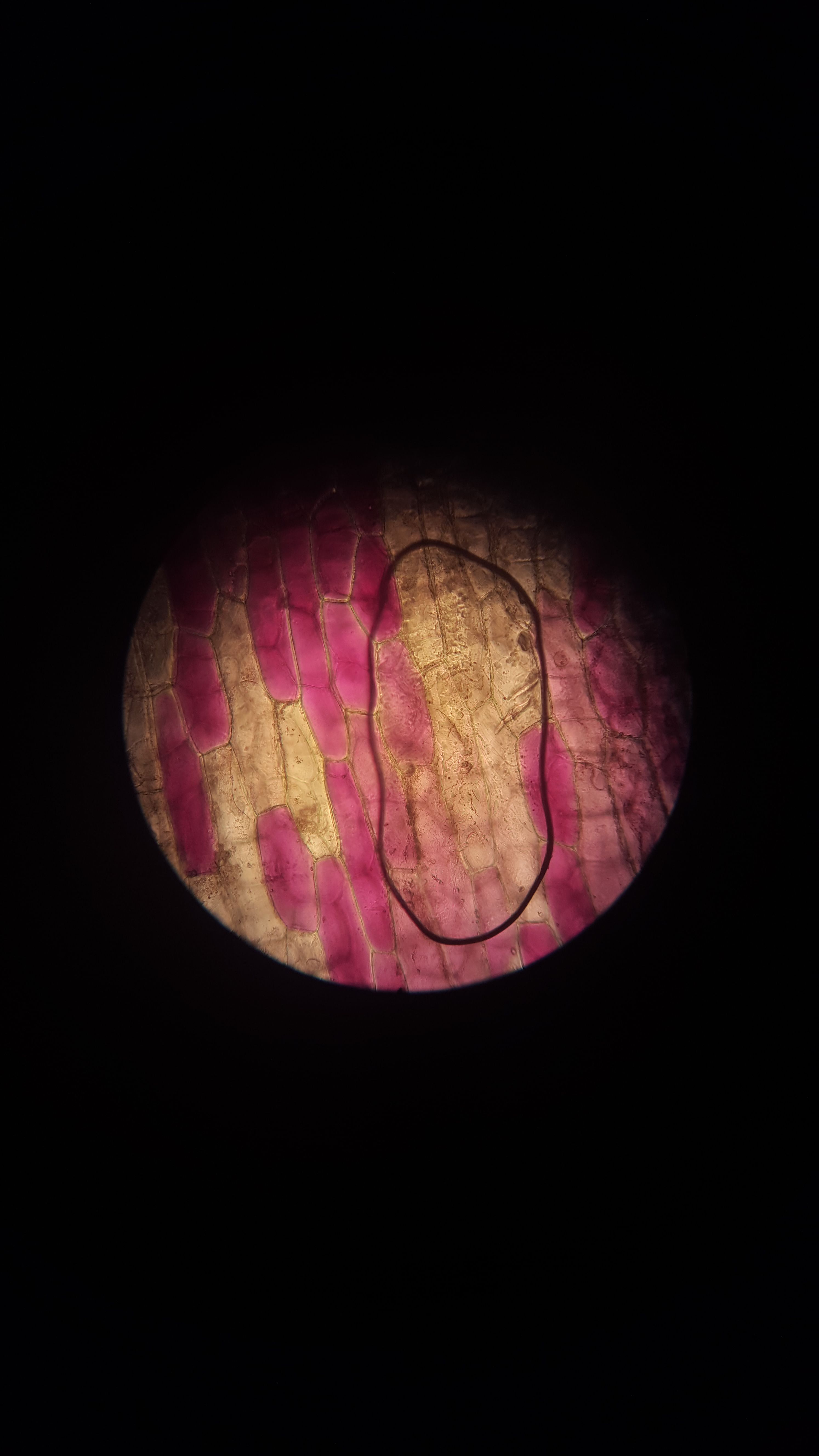
Rode uicellen onder een microscoop. Levende cellen met gekleurde vacuole, afgestorven met kleurloze vacuole, luchtbel met dikke zwarte rand

In de biologie is de cel het kleinste onderdeel van een organisme dat alle genetische informatie van dat organisme bevat. Stofwisseling, zoals celademhaling en eiwitsynthese, vindt binnen iedere individuele, levende cel plaats. Andere belangrijke cellulaire levensprocessen zijn het passief en actief transport van stoffen, in en uit de cel. Deze processen vormen het studiegebied van de celfysiologie.
Cellen van eukaryoten bestaan uit een celmembraan dat het cytoplasma omgeeft met daarin de celkern. Het cytoplasma bestaat uit waterig cytosol waarin zich de celorganellen bevinden. In de cellen van bacteriën, schimmels en planten wordt de celmembraan nog omgeven door een extra, relatief dikke, celwand. De fysiologische eenheid die gevormd wordt door de celkern met het eromheen liggende cytoplasma wordt ook wel energide genoemd.
Bacteriën, en protisten, waaronder veel algensoorten, zijn eencellige organismen. In meercellige organismen komen verschillende soorten - gespecialiseerde - cellen 'groepsgewijs' voor als weefsels. Meercellige organismen zijn dieren, planten, veel schimmels en veel groen-, rood- en bruinwieren. 
Een tussenvorm tussen eencellige en meercellige organismen wordt gevormd door coenobia, dat zijn celkolonies, met een min of meer vaste vorm, van niet-gespecialiseerde, gelijksoortige cellen.

## Geschiedenis van de celtheorie
De eerste waarnemingen van cellen dateren uit de begindagen van de lichtmicroscoop. Robert Hooke publiceerde in 1665 zijn verhandeling Micrographia waarin hij onder meer de microstructuur van kurk beschreef. Hij ontleende het woord cel aan de leefruimten van monniken.
Antoni van Leeuwenhoek wordt beschouwd als de eerste persoon die levende cellen zag. Hij bekeek onder andere druppels water met een microscoop: een bolvormige lens die op een koperen plaatje was gemonteerd. Hiermee ontdekte hij in het water 'kleine diertjes', die met het blote oog niet te zien waren. Deze 'diertjes' bleken protozoa, waaronder klokdiertjes, te zijn. Ook bekeek hij bacteriën uit zijn eigen mond.
Theodor Schwann en Matthias Jacob Schleiden merkten in 1838 op dat dierlijke en plantaardige cellen onder een microscoop opvallende gelijkenissen vertoonden. Daaruit concludeerden ze de beginselen van wat later celtheorie is gaan heten:
- de cel is de basiseenheid van structuur, fysiologie en organisatie in levende organismen
- alle levensvormen bestaan uit een of meer cellen
- cellen komen voort uit deling van oudere cellen middels een sterk gereguleerd proces

Daaraan zijn later nog de volgende elementen toegevoegd:
- cellen bevatten erfelijke informatie die ze bij de deling doorgeven aan de dochtercellen
- alle cellen lijken biochemisch op elkaar in de zin dat ze bestaan uit eiwitten, nucleïnezuren, lipiden en koolhydraten
- binnen de cel vindt energie-uitwisseling plaats door biochemische metabolische reacties

## Celkern en andere organellen
Cellen worden onderverdeeld in twee verschillende hoofdtypes: prokaryotisch en eukaryotisch. In een prokaryotische cel (cellen van Bacteria en van Archaea) is er geen compartimentering (door membranen gescheiden delen van de cel) en komt het genetische materiaal "los" in de cel voor. In eukaryotische cellen (cellen van Eukaryota) zit een groot deel van het genetische materiaal (DNA) in een organel, de celkern of nucleus genoemd, die wordt omgeven door het kernmembraan. Typische eukaryotische cellen hebben, behalve de kern, nog een aantal andere organellen die eveneens door membranen worden gescheiden van de rest van de cel: het endomembraansysteem.
Eukaryotische cellen hebben dus een inwendige structuur, in tegenstelling tot prokaryotische cellen. Een organel is in ruime zin een functioneel gespecialiseerd compartiment van een eukaryotische cel. Het belangrijkste organel is de celkern. De fysiologische eenheid die gevormd wordt door de celkern met het eromheen liggende cytoplasma wordt energide genoemd. 
Voorbeelden van organellen die bij alle eukaryoten voorkomen, zijn:
- celkern: per definitie bevat een eukaryotische cel een of meer celkernen; de kernmembraan zondert het genetisch materiaal af van de rest van de cel
- endoplasmatisch reticulum, verder onderverdeeld in ruw en glad endoplasmatisch reticulum
- golgicomplex: wordt gebruikt bij de aanmaak van proteïnen
- mitochondrion: genereert energie door oxidatie van glucose

Voorbeelden van organellen die alleen bij sommige soorten eukaryoten voorkomen, zijn:
- plastiden (zoals chloroplasten en leukoplasten): onder meer bij planten, bijvoorbeeld om glucose aan te maken met behulp van de energie van zonlicht of om zetmeel, olie en proteïne op te slaan
- flagellen en cilia: voor de voortbeweging van een eencellig organismes of een voortplantingscellen.

### Ontstaan van organellen
Er zijn aanwijzingen dat eukaryote cellen geëvolueerd zijn uit prokaryoten, door symbiotische opname van andere soorten, prokaryote eencellige organismen, die geleidelijk zijn geëvolueerd tot organellen van de gastcel. 
Een aanvankelijke endosymbiose (gunstige samenlevingsvorm) van twee verschillende, prokaryote organismen, zou uiteindelijk geleid hebben tot versmelting in één nieuw, complexer eencellig organisme, met een groter celvolume en een compartimentering van de cel. Endosymbiose is verantwoordelijk voor het ontstaan van zowel mitochondria als chloroplasten, de chlorofylbevattende plastiden, die verantwoordelijk zijn voor fotosynthese bij planten en algen. Mitochondria zijn geëvolueerd uit aerobe bacteriën, en chloroplasten komen voort uit blauwalgen (bacteriën die in staat zijn tot fotosynthese, onder vorming van zuurstof). Over de evolutionaire herkomst van de celkern is nog geen wetenschappelijke overeenstemming.

## Celdeling
Als voldoende bouw- en voedingsstoffen aanwezig zijn, kan een cel zichzelf splitsen in twee of meer nieuwe cellen.
Prokaryote cellen hebben een eenvoudige structuur, en kennen binaire deling en knopvorming.
Bij eukaryote, meercellige organismen is celdeling essentieel voor de groei en ontwikkeling, en voor het vervangen van afgestorven of beschadigde cellen. Sommige soorten gebruiken celdeling bovendien voor de ongeslachtelijke voortplanting, bijvoorbeeld knopvorming door poliepen of stekken van planten, ook bekend als vegetatieve vermeerdering.
Bij eukaryote cellen is het celdelingsproces gefaseerd, en zijn er verschillende mogelijkheden, naargelang de rol die de celkern speelt:
- bij mitose worden de chromosomen van de moedercel verdubbeld (gekopieerd) en daarna over beide dochtercellen verdeeld, waardoor de dochtercellen genetisch gelijk zijn aan de moedercel.
- bij meiose geeft een diploïde moedercel slechts één chromosoom van elk chromosomenpaar aan de dochtercellen; dit is het geval bij de vorming van geslachtscellen en van (meio-)sporen.

Sommige organellen in de eukaryote cel, met name de mitochondriën en de plastiden, hebben hun eigen genetische materiaal. Deze organellen delen zich gelijktijdig met de celdeling, via een eenvoudige binaire deling, en worden verdeeld over de dochtercellen. 
Bij veel organismen met geslachtelijke voortplanting, ook bij de mens, wordt het mitochondriaal DNA uitsluitend van de moeder geërfd.

## Prokaryoten

Schematische weergave van een plantaardige cel en een bacterie

Prokaryoot: (pro = voor, voorafgaand aan; karyon = celkern, karyoot = met karyon)
- eencellig
- circulaire chromosomen los in het cytoplasma of vastgehecht aan de celmembraan
- grootte: 0,5–3 μm
- celdeling door binaire deling, zelden door knopvorming
- deze informele groep bevat de meeste soorten op aarde; hiervan zijn de bacteriën het meest bekend
- ontbreken van celcompartimenten (organellen) als celkern, mitochondria, plastiden, vacuolen of vesikels

Er zijn twee domeinen met prokaryote cellen: de Archaea en de Bacteria. De Bacteria vormen de zustergroep van de Archaea en de Eukaryota samen. De Archaea vormen de zustergroep van de Eukaryota.

### Bacteriën
Bacteriën
- hebben een celwand
- celwand bevat mureïnen

### Archaea
Archaea
- hebben een enkelvoudig celmembraan
- celwand bevat glycoproteïnen (evenals bij eukaryoten)

## Eukaryoten
Eukaryoten (eu = goed, echt; karyoot = met karyon (kern))
- een- of meercellig
- endomembraansysteem, celcompartimenten, dat wil zeggen organellen, zoals:
  - celkern
  - mitochondria (met eigen DNA)
  - plastiden, zoals chloroplasten (met eigen DNA)
  - vacuolen en vesikels
- lineaire chromosomen in de celkern
- celwand bevat glycoproteïnen
- cellen groter dan 3 micrometer
- meercelligen met levenscyclus: generatiewisseling en/of kernfasewisseling

De lichtmicroscoop, de donkerveldmicroscoop en de fasecontrastmicroscoop maakten het mogelijk de structuur van (vaak levende) cellen waar te nemen en de samenstelling en opbouw ervan te bestuderen; de elektronenmicroscoop en de rasterelektronenmicroscoop hebben het aanvankelijk eenvoudige model van de bouw van de cel steeds verder verfijnd.

### Dieren
| Celbiologie |
| De dierlijke cel |
| --- |
| Animal Cell |
| Componenten van een dierlijke cel: 1. Nucleolus 2. Celkern 3. Ribosoom (blauwe puntjes) 4. Vesikel 5. Ruw endoplasmatisch reticulum 6. Golgicomplex 7. Cytoskelet 8. Glad endoplasmatisch reticulum 9. Mitochondrion 10. Vacuole 11. Cytosol 12. Lysosoom 13. Centrosoom 14. Celmembraan |
| Portaal Biologie |

Kenmerkend voor cellen van dieren zijn:
- lysosomen
- centrosomen met centrioles
- geen celwand
- zelden een vacuole, maar wanneer vacuolen aanwezig zijn, zijn het er meerdere en zijn ze kleiner dan bij plantaardige cellen.
- geen plastiden
- diploïde, met uitzondering van de voortplantingscellen

Organellen in de dierencel:
1. nucleolus of kernlichaampje
2. celkern of nucleus
3. ribosomen
4. vesikel
5. ruw endoplasmatisch reticulum (RER, R van rough)
6. golgiapparaat
7. cytoskelet
8. glad endoplasmatisch reticulum (SER, S van smooth)
9. mitochondriën
10. peroxisoom
11. cytoplasma
12. lysosoom
13. centriolen

Voorbeelden van verschillende dierlijke celtypen zijn de zenuwcellen, die jarenlang meegaan; de drie verschillende hoofdsoorten bloedcellen, die per dag in grote hoeveelheden vanuit het beenmerg vervangen worden en waarvan de rode bloedcellen geen celkern hebben; en de spiercellen met een hoger aantal mitochondriën, waarbinnen de celademhaling de energie levert die de spiercontractie mogelijk maakt.

### Schimmels
Schimmels zijn meer verwant met dieren dan met planten. Schimmelcellen hebben, net als plantencellen, wel vaak een celwand, maar van een andere chemische samenstelling: chitine voor schimmels versus cellulose voor planten.
- celwand (chitine)
- geen plastiden
- grotendeels haploïde
- Dikaryomycota met twee kernen per cel in bepaalde fase van levenscyclus

### Planten
Kenmerkend voor plantencellen :
- aanwezigheid van celwand (cellulose en lignine)
- plastiden, zoals chloroplasten (maar niet in elke plantencel; bijvoorbeeld niet in wortelcellen)
- aanwezigheid van één grote centrale vacuole, die ontstaat bij de celstrekking
- voorkomen van plasmodesmata: plasmaverbindingen tussen de cellen
- verscheidenheid in levenscyclus: bij vaatplanten is er een afwisseling van een diploïde fase met een korte haploïde fase; een afwisseling van een dominante haploïde fase en een korte diploïde fase bij levermossen, mossen en hauwmossen; bij varens een meer gelijkwaardige afwisseling.

Polyploïdie komt vaker voor dan bij dieren.
Bij algen is er zeer grote variatie in levenscyclus, afhankelijk van de groep.
Organellen en andere belangrijke structuren in de plantencel:
- plasmodesmata
- celmembraan
- celwand
- chloroplasten
- vacuole
- mitochondriën
- peroxisoom
- cytoplasma
- vesikels
- endoplasmatisch reticulum (ER) (bevat ribosomen)
- celkern of nucleus met
  - een nucleolus of kernlichaampje
- ribosomen (in RER)
- golgicomplex
- cytoskelet
- leukoplast